# Шмидт, Магдалена
Магдалена Шмидт (нем. Magdalena Schmidt, род. 30 июня 1949 года, Лауххаммер, ГДР), впоследствии в замужестве Магдалена Якоб (нем. Magdalena Jakob), — восточногерманская спортивная гимнастка.
Бронзовая медалистка Олимпийских игр 1968 года в Мехико в командных соревнованиях (в составе команды ГДР). При этом в личном зачёте (в личном многоборье) заняла 29-е место, ни в один из финалов в отдельных видах не вышла. (Ближе всего к выходу в финал была на бревне, где показала 7-й результат.)
Воспитанница клуба SC Dynamo Berlin.